# チリタコス
チリタコスとは、タコスにチリソースを使用してアレンジした料理や調味料、味付けである。メキシコに伝統的に伝わるタコス料理ではなく、日本で日本人向けにアレンジして開発されたものであり、2010年代になっていくつかの関連食品が開発されている。
メキシコでは、タコスにかけるサルサ（ソース）としては唐辛子ベースのものが使用されることが多い。

## 概要
タコスはとうもろこしを主原料としたトルティーアに、鶏肉などの肉類と、トマト、ニンジン、レタスなどの野菜類を挟みこんだ料理であり、チリタコスはこれにチリソースで味付けしたものである。

## 派生商品
トルティーヤ・チップスやドレッシング、インスタントラーメンにその味付けが応用されている。明星食品は2011年にカップ麺の「チョッパヤ チリタコス風味」を発売している。同じく2011年にはカゴメが「オニオン＆チリタコス」というサラダ等に使用するソースを発売している。湖池屋も2016年に「ドンタコス」のバリエーションの1つに「チリタコス味」を加えている。この時には同時にメキシコのオーブン料理「エンチラーダ」をイメージしたエンチラーダ味も同時に発売されている。